# Brian Hoffman
Brian Hoffman (ur. 16 stycznia 1970) – amerykański muzyk, kompozytor i instrumentalista, gitarzysta.

## Życiorys
Hoffman wraz z bratem Erikiem znany jest jako współzałożyciel oraz wieloletni gitarzysta grupy muzycznej Deicide, z której odszedł w 2004 roku w wyniku nieporozumień z liderem grupy Glenem Bentonem. W 2007 roku bracia Hoffamn wznowili działalność artystyczną w zespole pod nazwą Amon. Grupa o tej samej nazwie stanowiła w późnych latach 80. XX w. początek dla Deicide.
Muzyk pracował także w firmie B.C. Rich Guitars w Tampie w stanie Floryda, dla której zaprojektował m.in. instrumenty z serii The Beast i MCS Spawn.